# عادل صوما
عادل صوما (مواليد 1962 في الإسكندرية، مصر) هو كاتب لبناني أمريكي.

## دراسته
تخرج في كلية الآداب قسم الدراسات الاجتماعية والفلسفة في جامعة الإسكندرية، وحصل على درجة الماجستير في الفلسفة الإسلامية من الجامعة اللبنانية.

## حياته المهنية
بدأ الكتابة في الصحافة اللبنانية من خلال جريدة «الأنوار» عام 1985، ثم انتقل إلى جريدة «الديار» عام 1989، وتدرج في المناصب حتى تولى منصب المسؤول عن صفحة الرأي، كما كتب بعض التحقيقات والحوارات في جريدة «الحياة» اللندنية. كتب أيضًا في الصحافة الاقتصادية في مجلة «الاقتصاد والأعمال» اللبنانية، وكان مسؤولا عن قسم الأخبار الإقليمية الدولية، وكتب لصحافة المرأة في مجلة «الحسناء» اللبنانية.
عمل صوما أيضًا معدًا لبرامج السينما والاطفال وقناة المعارف في «راديو وتلفزيون العرب»، ومعدًا ومقدمًا لبرنامج «أهلا بهالطلة» في الإذاعة اللبنانية.
انتقل عام 2000 إلى الولايات المتحدة، وحصل على المواطنة تحت بند «فنون وآداب؛ قدرات متميزة»، وهناك كتب أسبوعيًا لجريدة «بيروت تايمز» الصادرة في لوس أنجلوس، وانتقل بين الوظائف حتى استقر في وظيفة أستاذ لغة عربية في أحد معاهد كاليفورنيا.

## مؤلفاته
- «لبنانيون في المنسى» (قصص قصيرة)، 1997[3]
- «بنادق صغيرة» (رواية)، 1998[4]
- «الجسر القديم» (رواية)، 2002[5]
- «أغنية الفصول» (رواية)، 2008[6]
- «موال الهوى» (رواية)، 2015[7]
- «أمام العرش مرة ثانية»[8]
- «إحداثيات خطوط الكف»، 2020[2][9]